# Asociación Internacional del Color
La AIC (sigla según su nombre en francés), es una sociedad científica internacional cuyos objetivos son promover las investigaciones en todos los aspectos del color, difundir el conocimiento obtenido a través de estas investigaciones y promover su aplicación a la solución de problemas en los campos de la ciencia, el arte, el diseño y la industria, sobre una base internacional. La AIC aspira a mantener una colaboración estrecha con otras organizaciones internacionales, tales como, por ejemplo, la Comisión Internacional de Iluminación (CIE, Commission Internationale de l’Éclairage), la Organización Internacional para la Estandarización (ISO, International Organization for Standardization) y la Comisión Internacional de Óptica (ICO, International Commission for Optics), en lo que concierne a temas del color. No obstante, la AIC no duplica el trabajo que se realiza en esas organizaciones ni intenta asumir sus responsabilidades. En 2009 la AIC acordó la creación del Día Internacional del Color.
La AIC es más conocida como:
- Association Internationale de la Couleur
- International Colour Association
- Internationale Vereinigung für die Farbe

## Historia
La AIC fue fundada el 21 de junio de 1967 en Washington D. C., Estados Unidos, durante la 16° Sesión de la CIE (Commission Internationale de l’Éclairage). Su primer presidente fue William David Wright. La lista de presidentes hasta la actualidad es: 
- William David Wright (1967-1969, Gran Bretaña),
- Yves LeGrand (1970-1973, Francia),
- Tarow Indow (1974-1977, Japón),
- C. James Bartleson (1978-1981, EE. UU.),
- Robert William G. Hunt (1982-1985, Gran Bretaña),
- Heinz Terstiege (1986-1989, Alemania),
- Alan R. Robertson (1990-1993, Canadá),
- Lucia R. Ronchi (1994-1997, Italia),
- Mitsuo Ikeda (1998-2001, Japón),
- Paula J. Alessi (2002-2005, EE. UU.),
- José Luis Caivano (2006-2009, Argentina),
- Berit Bergström (2010-2013, Suecia),
- Javier Romero (2014-2015, España),
- Nick Harkness (2016-2017, Australia),
- Tien-Rein Lee (2018-2019, Taiwán),
- Vien Cheung (2020-2021, Gran Bretaña),
- Leslie Harrington (2022-2023, EE. UU.),
- Maurizio Rossi (2024-2025, Italia).

## Congresos
Cada cuatro años, la AIC organiza congresos generales. En años intermedios pares realiza congresos interinos y en años intermedios impares realiza congresos intermedios. En los congresos generales se presentan trabajos originales en todas las temáticas y campos relacionados con el color. En cambio, los congresos interinos e intermedios son temáticos, cada uno se concentra en un aspecto más específico del color. Los trabajos presentados en todos estos congresos se publican en libros de actas, muchos de los cuales están disponibles libremente en la web de la AIC: https://web.archive.org/web/20140202012813/http://www.aic-color.org/congr.htm.

## Miembros
Los miembros regulares de la AIC son las asociaciones del color de distintos países o regiones. Además, tiene miembros individuales (personas que se asocian individualmente) y miembros asociados (otras asociaciones internacionales afines).

## Comité Ejecutivo
El comité ejecutivo de la AIC está formado por 7 personas: un presidente, un vicepresidente, un secretario-tesorero y cuatro miembros ordinarios. Este comité, cuyos 7 miembros deben pertenecer a países diferentes, se renueva cada dos años mediante elecciones que tienen lugar en las asambleas que la asociación realiza durante los congresos.

## Premio Judd
Desde 1975, cada dos años, la AIC otorga un premio internacional a investigadores o grupos de investigadores, como modo de reconocer aportes sobresalientes en el campo de la ciencia del color: el premio Deane B. Judd. La selección es un procedimiento arduo que incluye nominaciones hechas por miembros de la AIC y análisis de antecedentes de los nominados por parte de un comité compuesto por ganadores anteriores del premio. Los investigadores que han recibido este premio son: 
- 1975: Dorothy Nickerson (EE. UU.);
- 1977: William David Wright (Gran Bretaña);
- 1979: Gunter Wyszecki (Alemania, EE. UU., Canadá);
- 1981: Manfred Richter (Alemania);
- 1983: David L. MacAdam (EE. UU.);
- 1985: Leo M. Hurvich y Dorothea Jameson (EE. UU.);
- 1987: Robert William G. Hunt (Gran Bretaña);
- 1989: Tarow Indow (Japón, EE. UU.);
- 1991: Johannes J. Vos y Pieter L. Walraven (Holanda);
- 1993: Yoshinobu Nayatani (Japón);
- 1995: Heinz Terstiege (Alemania);
- 1997: Anders Hård, Gunnar Tonnquist y Lars Sivik (Suecia);
- 1999: Fred W. Billmeyer Jr. (EE. UU.);
- 2001: Roberto Daniel Lozano (Argentina);
- 2003: Mitsuo Ikeda (Japón);
- 2005: John B. Hutchings (Gran Bretaña);
- 2007: Alan R. Robertson (Canadá);
- 2009: Arne Valberg (Noruega);
- 2011: Lucia Ronchi (Italia);
- 2013: Roy S. Berns (EE. UU.);
- 2015: Françoise Viénot (Francia);
- 2017: Ming-Ronnier Luo (Gran Bretaña);
- 2019: Hirohisa Yaguchi (Japón);
- 2021: John McCann (EE. UU.);
- 2023: Rolf G. Kuehni (EE. UU.);
- 2025: José Luis Caivano (Argentina).

## Página web
http://www.aic-color.org
- Datos: Q6049393